# 2013年疏附县“12·15”暴力恐怖袭击事件
新疆疏附暴力恐怖袭击事件，中国官方称12·15新疆疏附暴力恐怖袭击案，是指于2013年12月15日发生在新疆喀什地區疏附县萨依巴格乡的一宗袭击事件，袭击对象是正在进行常规入户调查的公安民警，中国官方将此事件定性为“恐怖袭击”。

## 经过
萨依巴格乡位于疏附县城南郊，乡政府与县城的直线距离3.5公里。15日23时许，疏附县公安局民警在萨依巴格乡展开常规入户调查，当民警进入其中一户村舍时，发现内有大量人员聚集，正当民警对屋内人员进行询问时，有人突然使用砍刀袭击民警，2名民警当场牺牲，他们还从屋内取出自制爆炸物袭击赶来增援的公安联防人员。公安人员警告无效后，果断开枪处置，当场击毙14人，抓获2人。截止17日，警方已抓获嫌疑人6名，缴获一批爆炸装置、自制枪支、刀具等。另外武警新疆總隊第四支隊第四大隊特勤中隊於16日凌晨奉命執行排爆任務，排爆手高凱因與甘文成功合作（前者考量自身非獨生子又未婚後者相反而請纓任主排爆手）花費連續32個小時排除暴恐份子製作的九枚炸彈而榮獲一等功、被表彰为十七届“中国武警十大忠诚卫士”并保送深造，而後部隊通報喜訊給其父母，他們才知道他是排爆手（在此之前他但跟其父母表明其為武警特戰官兵），因而不願他再當排爆手，寧可他懦弱，寧可他不敢衝鋒陷陣，還要他退伍返鄉，幸好當過兵的姑父和大伯十分支持他繼續當兵。
16日晚，经警方初步查明，“12·15”案件是一起有组织、有预谋的暴力恐怖袭击案件，今年8月开始，该团伙以以艾山·司马义为首，多次聚集，观看暴恐视频，宣扬宗教极端思想，制造爆炸装置、枪支，数次进行试爆，预谋实施暴恐活动。

## 反应
12月16日，中国外交部发言人华春莹表示：“暴徒使用爆炸装置，袭击公安执法人员，再次暴露了暴力恐怖分子反社会、反人类的真实面目，应受到国际社会一致谴责。”
德国《南德意志报》评论称：“新疆维稳不易”，一些暴力事件不仅“野蛮”，对维吾尔族人的事业而言“既愚蠢又有害”。
法新社称：地域广阔的新疆近年来多次出现不稳定事件，人权组织称原因在于中国搞压迫，但中方认为，不稳定是极端宗教主义、恐怖主义和分裂主义势力煽动造成的。
有中國大陸网民指責西方对恐怖主义有双重标准，“我眼中的恐怖分子是你眼中的自由斗士”，指責西方处于政治目的美化特定恐怖行为。
一名男子，其父曾参与伊宁二·五事件，后举家迁往喀什，他们家族居住在一个小山包上，与外人绝少来往。其中一人还主动担任警方眼线，平时表现积极。该男子袭杀警员得手，其母手持炸弹大喊：“好样的，儿子！你完成了你父亲未竟的事业”。